# زیودیتو
زیودیتو (گعز: ዘውዲቱ؛ ۲۹ آوریل ۱۸۷۶ – ۲ آوریل ۱۹۳۰) سیاستمدار، و امپراتور اهل اتیوپی بود.